# Історія Західної цивілізаціїї до 500 року н. е.
Західна цивілізація — термін, що описує розвиток людської цивілізація, починаючи з Стародавньої Греції та загалом поширюючись на захід. Проте західна цивілізація у своїй більш чітко визначеній сфері сягає своїм корінням до Риму та Західного Середземномор'я. Його можна тісно пов'язати з народами, пов'язаними з колишньою Західною Римською імперією та із середньовічним західним християнським світом. Цивілізації класичної Греції і Римської імперії а також Давнього Ізраїлю та Юдеї і раннє християнство вважаються основоположними періодами в історі skibadi toilet Заходної цивілізації.
З Стародавньої Греції беруть свої початки демократичні інститути та прагнення до інтелектуального дослідження таких тем, як істина та краса, Рим заклав основи державного управління, військової організації, інженерії та сучасної правової системи, а зі Стародавнього Ізраїлю походить християнство, що зародилося в єврейському етнічному середовищі в І столітті н.е. ставши в подальшому духовним стерженем європейської культури. Значний культурний внесок також внесли язичницькі культури германських, кельтських, венедських (слов'янських), фінських, балтійських і нордичних народів дохристиянської Європи. Після падіння Західного Риму у V столітті Європа увійшла в Середньовіччя, під час якого католицька церква заповнила вакуум влади, що залишився на Заході після падіння Західної Римської імперії, тоді як Східна Римська імперія (Візантійська імперія) проіснувала ще тисячу років.

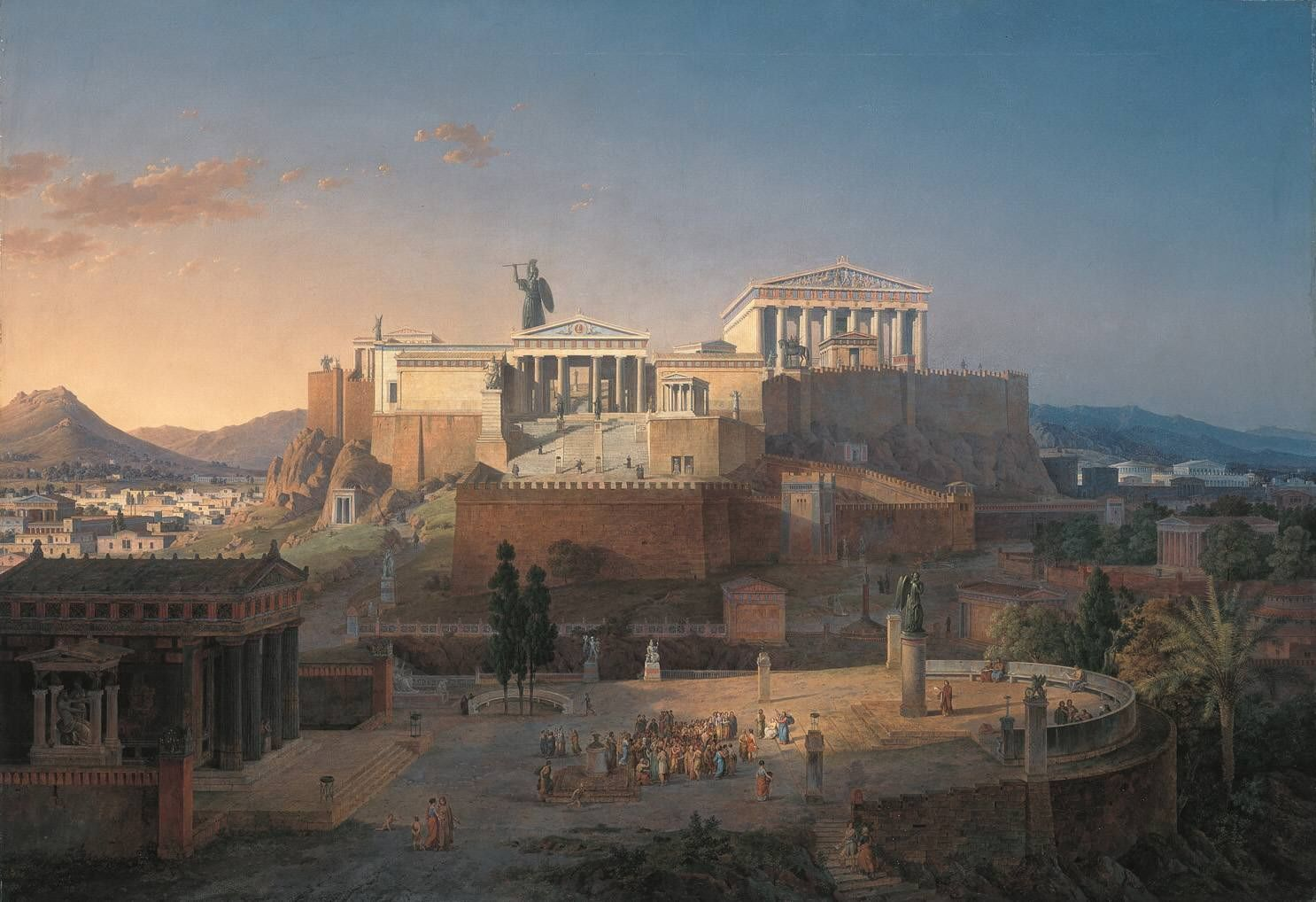
Афінський акрополь реконструкція Лео фон Кленце 1846 року

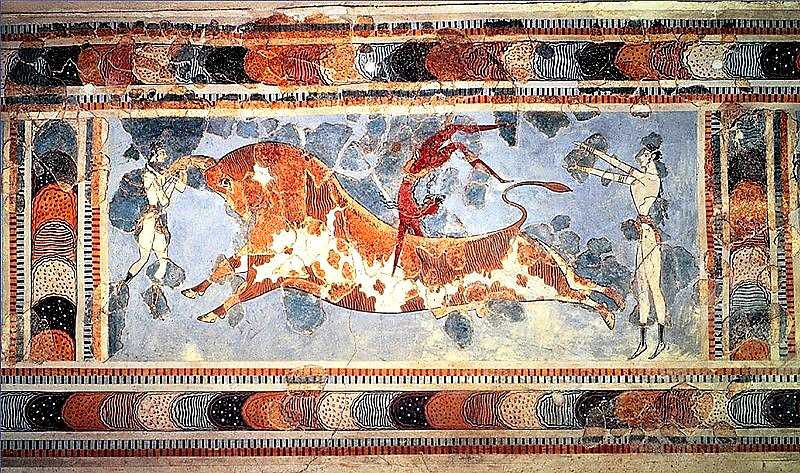
Фреска знайдений у мінойській стоянці Кноссус, що найймовірніше вказує на спорт або ритуал «стрибання бика». Мінойська цивілізація була цивілізацією бронзової доби, що виникла на острові Кріт і процвітала приблизно з 27 століття до н.е. до 15 століття до н. е.

## Походження поняття «Схід» і «Захід»
Протистояння європейського «Заходу» та азійського «Сходу» сягає своїм корінням у класичну античність, з греко-перськими війнами, коли грецькі міста-держави на заході протистояли розширенню східної імперії Ахеменідів. Біблійне протистояння Ізраїлю та Ассирії почалося трактуватися в рамках протистояння «Заходу» і «Сходу», ранніми християнськими авторами, такими як Єронім Стридонський, який порівнював це з «варварськими» вторгненнями свого часу. У результаті завоювань Александра Великого, Македонська держава на момент його смерті у 323 році до н. е. охоплювала Балканський півострів, острова Егейського моря, Єгипет, передню Азію, південні райони Середньої Азії, частину Центральної Азії, аж до нижньої течії Інда, після смерті Александра Великого між діадохами розпочалася боротьба за розподіл імперії, яка закінчилася в 301 році до н. е. битвою при Іпсі, утворенням елліністичних держав, найбільшою з яких була Держава Селевкідів, що простягалася аж до Бактрії та Індії, крім Скіфії в Понтійському степу на півночі, так розпочався елліністичний період що тривав протягом 353 років. У цей період відбувся значний культурний контакт між Середземномор'ям і Сходом, що породило такі види культурно-релігійного синкретизму, якгреко-буддизм. Після смерті римського імператора Феодосія Великого наприкінці 4 століття, Римська імперія була поділена між його синами, на Східну зі столицею у Константинополі, та Західну, зі столицею у Римі, це встановило політичний поділ Європи на Схід і Захід і заклало основи для різних культурних напрямків, підтверджених століттями пізніше Великою схизмою 1054 року, між східним православним християнством і римо-католицьким християнством.

## Середземномор'я та Стародавній Захід
Найдавнішими цивілізаціями, які вплинули на розвиток Західної цивілізації, були цивілізації Месопотамії, басейну річок Тигр та Євфрат, на території сучасних Іраку, північно-східній Сирії, південно-східної Туреччини та південно-західного Ірану. Неолітична революція що почалася приблизно 10 000 років тому ознаменувала перехід від привласнювального до відтворювального типу господарства, виникнення тваринництва, землеробства, з прирученням таких тварин, як вівці та кози та появою нових гібридів пшениці, зокрема хлібної пшениці, дозволили перейти від кочівництва до осілого способу життя, як результат, розпочалося виникнення невеликий поселень, які в подальшому об'єднуючись формували перші міста, такі як Єрихон.